# Eupithecia lusitanica
Eupithecia lusitanica là một loài bướm đêm trong họ Geometridae.